# 100-річна особа
Сторічна особа (англ. centenarian, нім. Hundertjähriger, фр. centenaire, пол. stulatek) — людина, що сягнула 100-річного віку. Оскільки середня тривалість життя повсюди менша ніж 100 років, досягнення людиною цього віку розглядають як довголіття.
Особа, що живе понад 110 років, іменується супердовгожителем, «суперстолітньою» (supercentenarian). Ще рідкіснішими є люди, що дожили до 115 років: відомо тільки 55 засвідчених випадків такого довголіття, з них станом на липень 2021 року в живих залишилося п'ятеро (найстарші з них японка Кане Танака і француженка Люсіль Рандон).

## Частотність

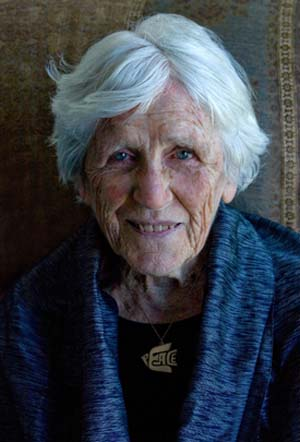
Канадська сторічна довгожителька Мюріель Дакворт. Фотографія в день 100-річчя, 2008 рік

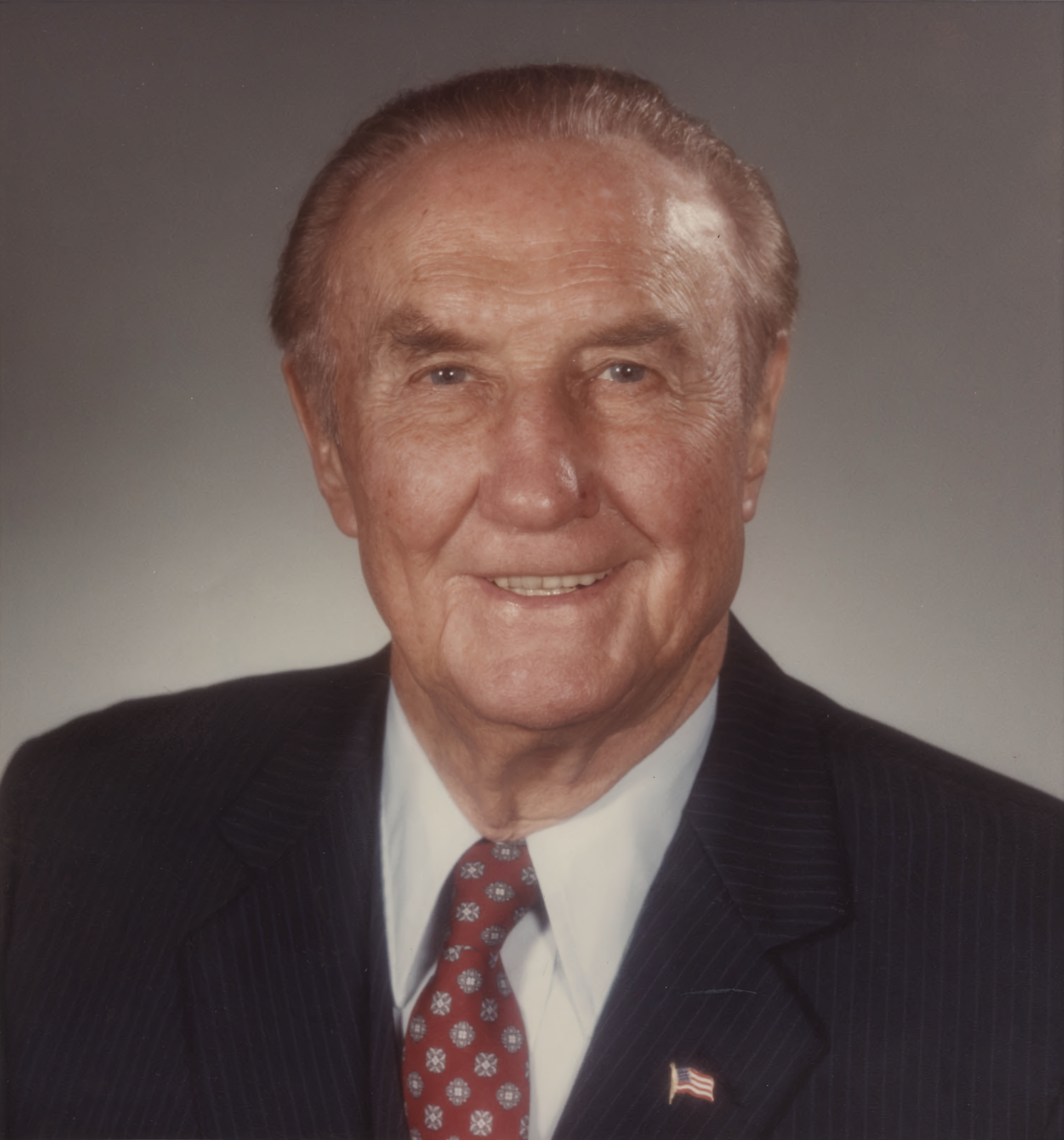
Дж. С. Термонд (фото 1997 р.) — єдиний сенатор США, хто посідав цей пост по досягненні 100-річного віку, вийшовши у відставку в 2003

На початок 2010-х країною з найбільшою кількістю сторічних є Сполучені Штати Америки — 53 364 осіб на все населення або 17,3 на 100 тисяч (згідно перепису 2010 р.). Згідно з цим же переписом, 82.8 % американських «сторічників» — жінки. На другому місці — Японія: станом на вересень 2012 на всю країну налічують 51 376 осіб; окрім того, Японія посідає перше місце за кількістю сторічних на 100 тисяч населення — 34,85. Реєстрацію столітніх у Японії почали у 1963 році, число їх тоді визначили в 153 особи, але в 1998 їхня кількість перетнула позначку 10 тисяч, у 2003 — 20 тисяч, а в 2009 — 40 тисяч. Згідно з демографічним дослідженням ООН 1998 року, на 2050 рік у Японії очікують 272 тисячі сторічних довгожителів; інші джерела називають числа, близькі до 1 млн. Частотність столітніх у Японії становила у 2008 році 1 особа на 3 522 населення.

### Столітні довгожителі країнами
| Країна          | Новіша статистика (рік) | Раніша статистика (рік)     | Число сторічних на 100 000 осіб |
| --------------- | ----------------------- | --------------------------- | ------------------------------- |
| Австралія       | 4 252 (2011)            | 50 (1901)                   | 18.75                           |
| Австрія         | 1 371 (2014)            | 232 (1990), 25 (1960)       | 16.1                            |
| Андорра         | 7 (2002)                | –                           | 10.23                           |
| Аргентина       | 3 487 (2010)            | –                           | 8.69                            |
| Бельгія         | 2 001 (1 січня 2015)    | 23 (1950)                   | 16.9                            |
| Бразилія        | 23 760 (2010)           | –                           | 12.46                           |
| Велика Британія | 13 780 (2013)           | 107 (1911)                  | 21.49                           |
| Данія           | 889 (2010)              | 32 (1941)                   | 16.08                           |
| Естонія         | 42 (1990)               | –                           | 2.67                            |
| Ірландія        | 389 (2011)              | 87 (1990)                   | 8.48                            |
| Ісландія        | 32 (2015)               | 3 (1960)                    | 9.72                            |
| Іспанія         | 15 373 (2015)           | 4 269 (2002)                | 33.10 (2015)                    |
| Італія          | 19 095 (2015)           | 99 (1872)                   | 31.41                           |
| Канада          | 7 569 (2011)            | –                           | 22.31                           |
| Китай           | 48 921 (2011)           | 4,469 (1990), 17,800 (2007) | 3.63                            |
| Мексика         | 7 441 (2010)            | 2 403 (1990)                | 6.62                            |
| Нідерланди      | 1 743 (2010)            | 18 (1830)                   | 10.41                           |
| Німеччина       | 17 000 (2012)           | 232 (1885)                  | 21                              |
| Нова Зеландія   | 297 (1991)              | 18 (1960)                   | 5.92                            |
| Норвегія        | 636 (2010)              | 44 (1951)                   | 13.1                            |
| ПАР             | 15 581 (2011)           | -                           | 30.09                           |
| Перу            | 1 682 (2011)            | –                           | 5.58                            |
| Південна Корея  | 14 592 (2014)           | 961                         | 29.06                           |
| Польща          | 2 414 (2009)            | 500 (1970)                  | 6.27                            |
| Португалія      | 268 (1990)              | –                           | 2.72                            |
| Росія           | 6 800 (2007)            | -                           | 4.76                            |
| Сингапур        | 724 (2011)              | 41 (1990)                   | 13.7                            |
| Словенія        | 224 (2013)              | 2 (1953)                    | 10.88                           |
| США             | 53 364 (2010)           | 2 300 (1950)                | 17.3                            |
| Таїланд         | 23 399 (2014)           | 27 460 (2005)               | 35.92                           |
| Угорщина        | 799 (2009)              | 227 (1990)                  | 7.98                            |
| Україна         | 1 880 (2012)            | 4 120 (1991)                | 4,11                            |
| Уругвай         | 519 (2011)              | –                           | 15.79                           |
| Фінляндія       | 566 (2010)              | 11 (1960)                   | 10.6                            |
| Франція         | 24 214 (1 January 2015) | 100 (1900)                  | 36.5                            |
| Чехія           | 625 (2011)              | 404 (2006)                  | 5.92                            |
| Швейцарія       | 1 306 (2010)            | 7 (1860)                    | 16.64                           |
| Швеція          | 1 798 (2010)            | 46 (1950)                   | 19.1                            |
| Японія          | 54 397 (2013)           | 111 (1950), 155 (1960)      | 42.76                           |
| Всього світом   | 316 600 (2012)          | 23 000 (1950)               | 4.44                            |

## Виявлення 100-річних довгожителів

### Суперечності щодо кількості 100-літніх у Японії
Чисельність японських «сторічників» була піддана сумніву у 2010 році — після низки повідомлень, які засвідчували, що сотні заявлених осіб з тисяч громадян літнього віку просто «відсутні» у країні. Про смерть багатьох сторічних японців не доповідали, що підриває репутацію Японії як країни з великим числом столітніх.
У липні 2010 року, один японець, що числився найстарішим чоловіком у Токіо (на 2010 йому мало бути 111 років), виявився давно померлим. Його муміфіковані останки були знайдені у ліжку; було встановлено, що він помер близько 30 років тому. Знахідка спричинила поліцейське розслідування з пошуками довгожителів, що числились у віці понад 105 років. Незабаром з'ясувалось, що принаймні 200 столітніх японців були «відсутніми»: їх оголосили у всеяпонський розшук. Інцидент привів до зростання занепокоєності у тому, що японська система соцзабезпечення уводиться в оману родичами померлих стариків, які прагнуть отримувати пенсії на них і після смерті. Другий випадок: син протягом близько 10 років ховав у рюкзаку останки померлої матері, яка числилась на той час як 104-літня. Ще один випадок: чоловік одержав 9,5 мільйонів єн пенсії за свою дружину, незважаючи на те, що вона померла 6 років тому.